# François Houdé
François Houdé est un sculpteur verrier québécois né le 28 juin 1950 à Limoilou et mort le 19 août 1993.

## Biographie
Né le 28 juin 1950 à Limoilou, François Houdé est le fils de jean-Paul Houde et Monique Chabot,,,. Il fait des études en anthropologie à l'Université Laval. Pendant cette formation, il participe aux fouilles archéologiques de la place Royale à Québec qui influenceront plus tard son travail.
Il découvre le verre au pavillon de Tchécoslovaquie lors de l'Expo 67 à Montréal,.Le Québec ne possédant pas de formation lié au verre à l'époque, Houdé se forme à l'extérieur au Sheridan College, à Mississauga, en Ontario puis à l'Université de l'Illinois,.Il fréquentera également des artisans au Centre d'art Pilchuck, près de Seattle.
François Houdé est reconnu comme un précurseur dans l'utilisation de nouvelles techniques d'intégration du verre,.Il expose ses oeuvres au Canada et à l'international, notamment à la Galerie Elena Lee/Verre d’Art (Montréal), à la Concordia University Art Gallery (Montréal) et à la Morin Miller Gallery (New York). En 1988, il devient le premier canadien à participer au Symposium international du verre, en ex-Tchécoslovaquie,.
François Houdé meurt le 19 août 1993 à l'âge de 43 ans.
En 2012, le Centre Materia (Québec) présente une exposition rétrospective de sa carrière intitulée François Houdé – Mémoire vive.
Il est co-fondateur du Centre des métiers du verre du Québec, aujourd'hui Espace VERRE, avec Ronald Labelle,,. Ce projet prend forme en 1983 et déménage, le 6 octobre 1986, dans l'ancienne caserne de pompiers no 12 sur la rue Mill à Montréal.

## Oeuvres publiques
- Four Horsemen (1989), Université Concordia[10]

## Collections et musées
- Musée d'art contemporain de Montréal
- Musée national des beaux-arts du Québec[11]
- Musée des beaux-arts de Montréal[12],[13]
- Musée des métiers d'art du Québec[14],[15]

## Hommage
Le prix François-Houdé est remis par la Ville de Montréal en collaboration avec le Conseil des métiers d'art du Québec et La Guilde, depuis 1996,. Il vise à récompenser les artisans en début de carrière.